# ذس لاند بريس
ذس لاند بريس هي شركة إعلام وتسويق مقرها مدينة تولسا في ولاية أوكلاهوما، تنتج وتبيع الملابس والهدايا على طراز ولاية أوكلاهوما، وتنتج مجلة مطبوعة ربع سنوية، وتنشر الكتب، وتدير متجرًا للبيع بالتجزئة. أسسها مايكل ماسون، وهو كاتب وصحفي ومحرر ولد في أوكلاهوما. في مارس 2011 ، دخل فنسنت لوفوي، رجل الأعمال من تولسا، في شراكة مع ماسون وأصبح ناشرًا لمطبعة ذا لاند بريسس. 
في يناير 2017 ، أعلنت الشركة أنها ستوقف إنتاج المجلة الفصلية.

## المجلة
بدأت ذس لاند بريس في نشر صحيفة ذس لاند، وهي صحيفة نصف شهرية في مايو 2010. يتميز هذا المنشور القائم على المكان في المقام الأول بصحافة سردية طويلة ومتعمقة تركز على الحياة والثقافة في وسط أمريكا.
عرض العدد الأول من مجلة ذس لاند عنوان الغلاف "شيء جيد سيحدث لك: نشأة المثليين في عائلة روبرتس الشفوية" بقلم راندي روبرتس بوتس. تم توزيع خمسة آلاف نسخة من المجلة في جميع أنحاء منطقة تولسا. تضمن العدد الثاني قصة الغلاف "مانينغ الخاص وصنع ويكيليكس" بقلم دنفر نيكس، وهي واحدة من أولى الروايات عن الحياة المبكرة لتشيلسي مانينغ. وصفت مجلة تايم مقال ذيس لاند بأنه "أفضل إجابة حتى الآن" حول مسألة حياة مانينغ المبكرة.
خلال عام 2010 ، نشرت ذس لاند أربعة أعداد إجمالية. في يناير 2011 ، بدأ النشر على أساس شهري في جميع أنحاء منطقة تولسا. انضم مارك براون إلى ذس لاند بريسس كمدير التحرير لمجلة ذس لاند في مارس من نفس العام. مع إصدار يوليو 2011 ، بدأت ذس لاند جدولها نصف الشهري. في 1 سبتمبر 2011 ، نشرت ذيس لاند مقالاً بعنوان "كابوس دريم لاند" بقلم لي روي تشابمان. كشف المقال أن مؤسس تولسا ، دبليو تيت برادي ، كان مشاركًا في تولسا الغضب عام 1917 ، وعضوًا في كو كلوكس كلان ، ومهندس أعمال شغب تولسا عام 1921.
في أبريل 2015 ، غيرت مجلة ذس لاند تنسيقها وحولتها إلى مجلة فصلية كاملة الجودة. وفي فبراير 2017 ، أصدرت الشركة رايس ريدير ، وهي منشور لمختارات من المواد المنشورة سابقًا والتي تتناول العلاقات بين الأعراق في وسط أمريكا.
في رسالة إلى المشتركين المرافقين لـ رايس ريدير، أعلنت الشركة أنها ستعلق وتوقف نشر المجلة وتركز بدلاً من ذلك على البيع بالتجزئة والبضائع ، لكنها اقترحت أن المجلة  قد تعود يومًا ما. سخرت صحيفة كولومبيا جورنيس ريفيو بعد الوفاة بعنوان "منفذ إخباري للقلب المشهور تسقط المجلات وتحافظ على القمصان والصابون" في نوعاً من الاستهزاء من تحول ذيس لاند من المطبعة إلى البيع بالتجزئة ، ولكنها ذكرت أيضًا إرث المجلة وتأثيرها.
صدر كتاب ذا فيث ريدير ، الذي يضم مقالات منشورة مسبقًا حيث تحتوي على موضوعات عن الإيمان والدين والروحانية ، في خريف عام 2017.
من بين المساهمين السابقين في النسخة المطبوعة ريفكا جالتشين وبن جرينمان وسام ليبسايت ونيك توشيس ورون بادجيت وإس إي هينتون وجوردون جريس وهانك ستويفر ومايكل واليس وآخرين.

## آراء الإعلام عن ذس لاند بريس
قامت كي دبليو جي إس (KWGS) وهي محطة إذاعية وطنية عامة في تولسا بتغطية إطلاق ذس لاند بعد إصدار العدد الثالث لها في نوفمبر 2010. وفي البث ، قارن المضيف ريتش فيشر النشر بـ "العصر الذهبي لنشر المجلة الشهرية".
وفي تقرير صوتي ، ذكرت مجلة مونكل (Monocle) أن "ذس لاند تشير إلى نوع من الروح الرائدة التي من المرجح أن يوافق عليها وودي جوثري."

## ذس لاند على محطة التلفاز
تم إخراج وإنتاج ذس لاند على التلفزيون من قبل مات ليتش وستيرلين هارجو. بدأ العرض الأول لموسم "ذس لاند تي في"  في 7 مارس 2011 واستمر لمدة 12 حلقة تم بثها في جميع أنحاء أوكلاهوما على قناة كوكس. وكان من بين الضيوف البارزين الممثل ويس ستودي وصانع النبيذ تشارلز سميث والموسيقيين واين كوين وروزان كاش وريد ديرت رينجرز وغيرهم الكثير.
في يناير 2014 ، أنتجت ذس لاند فيلمًا وثائقيًا بعنوان "قد تكون هذه المرة الأخيرة" تم عرضه لأول مرة في مهرجان صندانس السينمائي. وصفتها مجلة Variety بأنها "شهادة على التاريخ الشفوي للأمريكيين الأصليين في أكثر صورها غنائية".

## ذس لاند على المحطة الإذاعية
أنتجت ذس لاند بريس ملفات صوتية قصيرة تم بثها على محطات الإذاعة العامة في جميع أنحاء الولايات المتحدة.